# Thamnodynastes sertanejo
Thamnodynastes sertanejo är en ormart som beskrevs av Bailey, Thomas och Da Silva 2005. Thamnodynastes sertanejo ingår i släktet Thamnodynastes och familjen snokar. Inga underarter finns listade i Catalogue of Life.
Denna orm förekommer i östra Brasilien i delstaterna Sergipe, Minas Gerais, Bahia, Alagoas, Pernambuco och Rio Grande do Norte. Arten lever i savannlandskapet Caatinga ofta intill vattendrag. Den har troligtvis groddjur som föda. Ett exemplar var utan svans 437 mm lång. Honor lägger inga ägg utan föder levande ungar.
Beståndet hotas regionalt av landskapsförändringar. I utbredningsområdet ingår flera skyddszoner. IUCN listar arten som livskraftig (LC).